# Potentilla saundersiana
Potentilla saundersiana là loài thực vật có hoa trong họ Hoa hồng. Loài này được Royle miêu tả khoa học đầu tiên năm 1839.